# Treonina
Treonina, kwas α-amino-β-hydroksymasłowy, skr. Thr lub T – organiczny związek chemiczny z grupy aminokwasów. Stereoizomer L jest jednym z podstawowych aminokwasów białkowych. Należy do aminokwasów niezbędnych (nie może być syntetyzowany w organizmie człowieka i musi być dostarczany z pożywieniem). Produkty o dużej zawartości treoniny to twaróg, drób, ryby, mięso, soczewica, i ziarno sezamowe.

## Stereochemia
Treonina zawiera dwa centra stereogeniczne: standardowy asymetryczny atom węgla α oraz atom węgla β. W efekcie występują 4 stereoizomery tego aminokwasu. Podstawowym aminokwasem białkowym jest L-treonina o konfiguracji absolutnej 2S,3R. Inne izomery zostały wykryte jako składniki aktywnych biologicznie związków naturalnych, takich jak falloidyna i falloina (D-Thr); astyna, globomycyna, lizobaktyna i telomycyna (L-aThr); wiskozyna, glikolipidy i peptydolipidy wytwarzane przez prątki i bakterie z klasy Actinomycetes (D-aThr).
|                                |                                |
| L-Treonina (2S,3R) L-Thr       | D-Treonina (2R,3S) D-Thr       |
|                                |                                |
|                                |                                |
| L-allo-Treonina (2S,3S) L-aThr | D-allo-Treonina (2R,3R) D-aThr |

L-Thr i D-Thr oraz L-aThr i D-aThr stanowią pary enancjomerów, natomiast L-Thr i L-aThr oraz D-Thr i D-aThr są parami diastereoizomerów.
Drugim podstawowym aminokwasem białkowym, który ma diastereoizomery allo jest izoleucyna.